# Etolo
En la mitología griega, Etolo (Αἰτωλός) es hijo de Endimión, rey de Élide. Es considerado como el antepasado epónimo de los etolios, a quienes dio su nombre. Su madre es llamada de varias maneras: una ninfa náyade o Ifianasa según una fuente, o bien Asterodia, Cromia, hija de Itono, o Hiperipa, hija de Árcade, según otros. Tuvo como hermanos a Peón, Epeo y Eurícide.
Endimión dispuso que sus hijos disputaran una carrera en Olimpia para decidir cuál de ellos heredaba el trono de Élide. Venció Epeo que heredó el reino por lo que Etolo permaneció en el Peloponeso y a la muerte de Epeo, heredó el trono de su hermano. Algunos dicen que quien expulsó a Etolo fue Salmoneo, que por entonces era rey de los epeos y los pisatas y así Etolo se refugió en las tierras que desde entonces fueron conocidas como etolias, uniendo allí las ciudades previas que ya había.Durante los juegos fúnebres en honor de Azán, hijo de Árcade, se celebraron por primera vez en Grecia carreras de carros, durante los cuales Etolo atropelló y mató accidentalmente a Apis hijo de Foroneoo bien de Jasón. Los hijos de Apis obligaron a Etolo a exiliarse, quien buscó refugio en el norte del golfo de Corinto en la desembocadura del río Aqueloo. 
Llegado a Pleurón allí mató a los curetes Doro, Polipetes y Laódoco y conquistó el territorio que se llamó a partir de entonces Etolia. El pueblo de los etolios nunca había mantenido una guerra hasta que Etolo expulsó a los curetes hasta Acarnania; desde entonces los etolios volvieron a sus tierras originales junto con los epeos que le acompañaban y fundaron las más antiguas ciudades de Etolia.
Se dice que Etolo se casó con Prónoe, con quien tuvo dos hijos también epónimos: Pleurón y Calidón.Otros dicen que Etolo era hijo, no obstante, de Anfictión, y padre, en esta versión, de Fiscio.
Uno de los argonautas, Palemón, se dice hijo, entre otras opciones, de Etolo.
| Predecesor: Epeo | Reyes míticos de Élide | Sucesor: Elio |